# Дзъгун
Дзъгун е град в провинция Съчуан, Централен Китай.
Общото население на целия административен район, който включва и града, е 2 678 899 жители към 2010 г. Общата площ на целия административен район е 4372,6 km². Намира се в часова зона UTC+8.
Музеят на солта в Дзъгун е основан през 1736 г. Градът е известен с добива на сол, която се счита за най-добрата в Китай. През 1950-те години до града се изгражда железопътна инфраструктура.